# Luna Haruna
Luna Haruna (japonês: 春奈るな, Hepburn: Haruna Runa, Tóquio, 11 de outubro de 1991) é uma cantora japonesa.

## Discografia

### Álbuns
| Ano  | Detalhes do álbum | Melhor posição na parada Oricon |
| ---- | --- | ------------------------------- |
| 2013 | Oversky - Lançamento: 21 de agosto de 2013 - Gravadora: SME Records (SECL-1376, SECL-1378, SECL-1380) - Formato: CD, CD+DVD, CD+BD     | 16                              |
| 2015 | Candy Lips - Lançamento: 25 de março de 2015 - Gravadora: SME Records (SECL-1664, SECL-1666, SECL-1668) - Formato: CD, CD+DVD, CD+BD   | 21                              |
| 2017 | Lunarium - Lançamento: 26 de junho de 2017 - Gravadora: Sacra Music (VVCL-1056~7, VVCL-1058~9, VVCL-1060) - Formato: CD, CD+DVD, CD+BD | 27                              |

### Singles
| 2012                                             | "Sora wa Takaku Kaze wa Utau" | 13     | Oversky    |
| 2012                                             | "Overfly"                     | 7      | Oversky    |
| 2013                                             | "Kimi ga Kureta Sekai"        | 56     | Oversky    |
| 2013                                             | "Ai o Utae"                   | 13     | Oversky    |
| 2013                                             | "Snowdrop"                    | 14     | Candy Lips |
| 2014                                             | "Lunatic Word"                | —      | Candy Lips |
| 2014                                             | "Startear"                    | 13     | Candy Lips |
| 2015                                             | "Kimi-iro Signal"             | 21     | Candy Lips |
| 2016                                             | "Ripple Effect"               | 27     | Lunarium   |
| 2016                                             | "Windia"                      | 24     | Lunarium   |
| 2017                                             | "Stella Breeze"               | 22     | Lunarium   |
| 2017                                             | "KIRAMEKI☆Lifeline"           | [ 15 ] |            |
| "—" indica singles que não apareceram na parada. |                               |        |            |